# Kranj
Kranj (prononcé [ˈkɾaːɲ], anciennement, en allemand : Krainburg) est une commune urbaine de Slovénie, la troisième plus grande municipalité et la quatrième de Slovénie avec 53 000 habitants en 2007. Située à environ 20 km au nord-ouest de la capitale Ljubljana, elle fait partie de la Haute-Carniole dont elle est le centre urbain traditionnel. Kranj a été nommée ainsi après avoir été la capitale de la Carniole (slovène : Kranjska) au début du Moyen Âge.
Ville industrielle importante, elle abrite de grandes industries d'électronique et de caoutchouc. Elle est aussi connue pour ses équipements sportifs, notamment pour le tennis-ballon et le basket-ball ainsi que le plus grand complexe aquatique du pays qui a accueilli en 2003, le Championnat d'Europe de water polo masculin (tandis que Ljubljana accueillit l'édition féminine). Chaque année, Kranj accueille aussi un festival très populaire, le Teden Mladih (Semaine de la Jeunesse).
Le cœur de la ville est une vieille ville médiévale bien conservée, située à la confluence entre les rivières de la Kokra et de la Save.

## Géographie

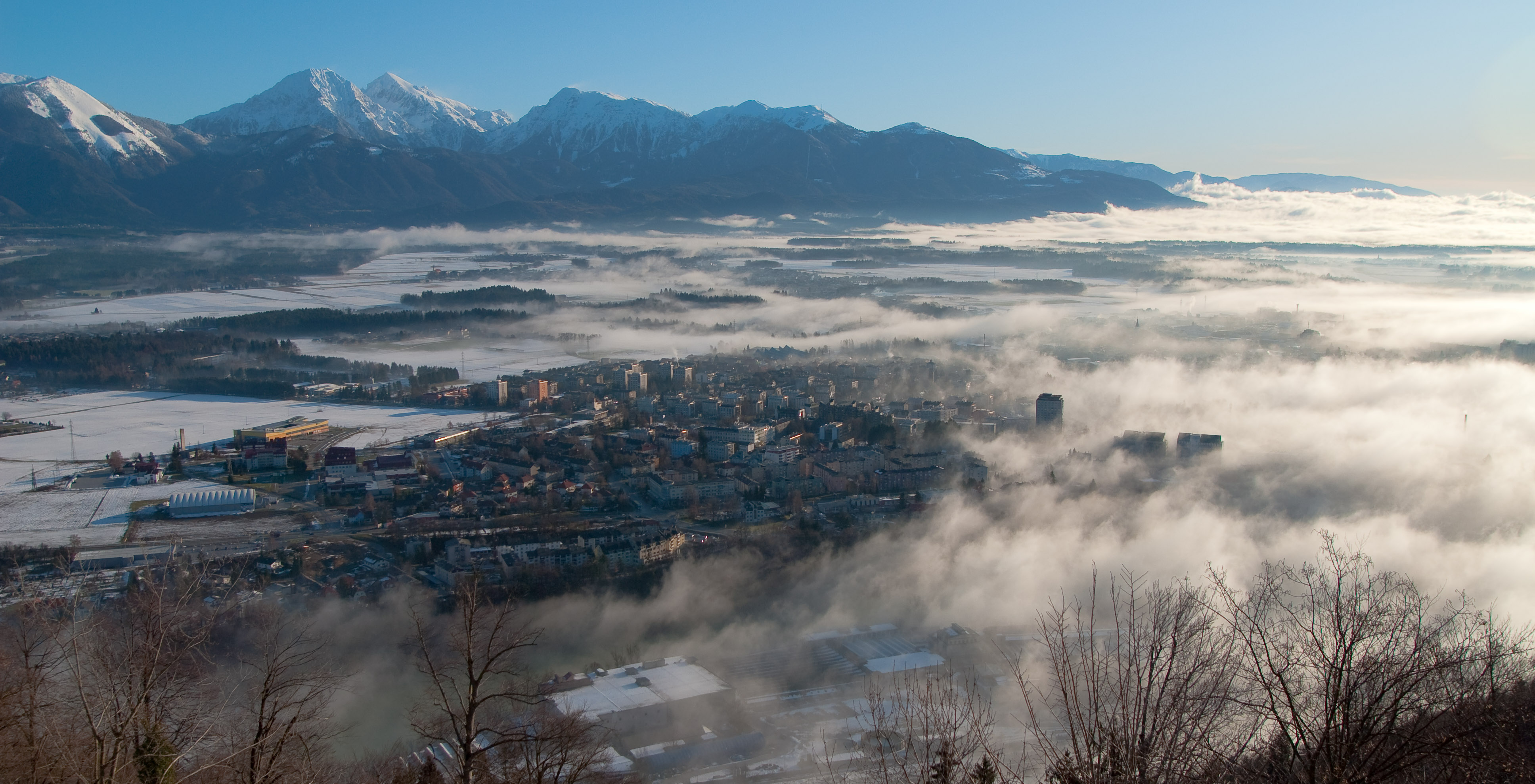
Vue générale.

La municipalité de Kranj est située au centre de la région la plus au nord-ouest du pays, la Haute-Carniole, au pied des Alpes juliennes, à une altitude de 385 m. Elle a une position géographique intéressante puisqu'elle est située à l'intersection entre d'importantes autoroutes qui relient le Nord de l'Europe à la mer Adriatique et d'autres qui relient l'Europe de l'Ouest à l'Europe de l'Est. Elle est en outre située à 7 km de l'aéroport international de Brnik et à 24 km de la capitale Ljubljana. Elle est traversée par la rivière Save qui conflue avec la Kokra au cœur de la ville.

### Villages
Les villages qui composent la ville sont Babni Vrt, Bobovek, Breg ob Savi, Britof, Čadovlje, Čepulje, Golnik, Goriče, Hrastje, Ilovka, Jama, Jamnik, Javornik, Kokrica, Kranj, Lavtarski Vrh, Letenice, Mavčiče, Meja, Mlaka pri Kranju, Nemilje, Njivica, Orehovlje, Pangršica, Planica, Podblica, Podreča, Povlje, Praše, Predoslje, Pševo, Rakovica, Spodnja Besnica, Spodnje Bitnje, Srakovlje, Srednja vas-Goriče, Srednje Bitnje, Suha pri Predosljah, Sveti Jošt nad Kranjem, Šutna, Tatinec, Tenetiše, Trstenik, Zabukovje, Zalog, Zgornja Besnica, Zgornje Bitnje, Žabnica et Žablje.

### Climat
Le climat de la ville est de type alpin. Le mois de juillet est en général le plus chaud alors que le mois de janvier est le plus froid. Le mois le plus pluvieux est le mois de juin avec plus de 150 mm de précipitations. Les mois les plus secs sont les mois de janvier et février avec environ 80 mm de précipitations.
| Mois                              | jan. | fév. | mars | avril | mai   | juin  | jui.  | août  | sep.  | oct.  | nov.  | déc.  |
| --------------------------------- | ---- | ---- | ---- | ----- | ----- | ----- | ----- | ----- | ----- | ----- | ----- | ----- |
| Température minimale moyenne (°C) | −3,9 | −2,2 | 0,6  | 4,4   | 8,9   | 12,22 | 13,9  | 13,33 | 10,6  | 6,1   | 1,7   | −2,78 |
| Température moyenne (°C)          | −1,1 | 1,7  | 5,6  | 10    | 14,4  | 17,8  | 20    | 18,9  | 15,6  | 10,6  | 4,4   | 0     |
| Température maximale moyenne (°C) | 1,7  | 5    | 10   | 15    | 20    | 23,3  | 26,1  | 25    | 21,1  | 15,6  | 7,8   | 2,2   |
| Précipitations (mm)               | 81,3 | 81,3 | 99,1 | 109,2 | 121,9 | 154,9 | 121,9 | 144,8 | 129,5 | 114,3 | 134,6 | 101,6 |

## Histoire

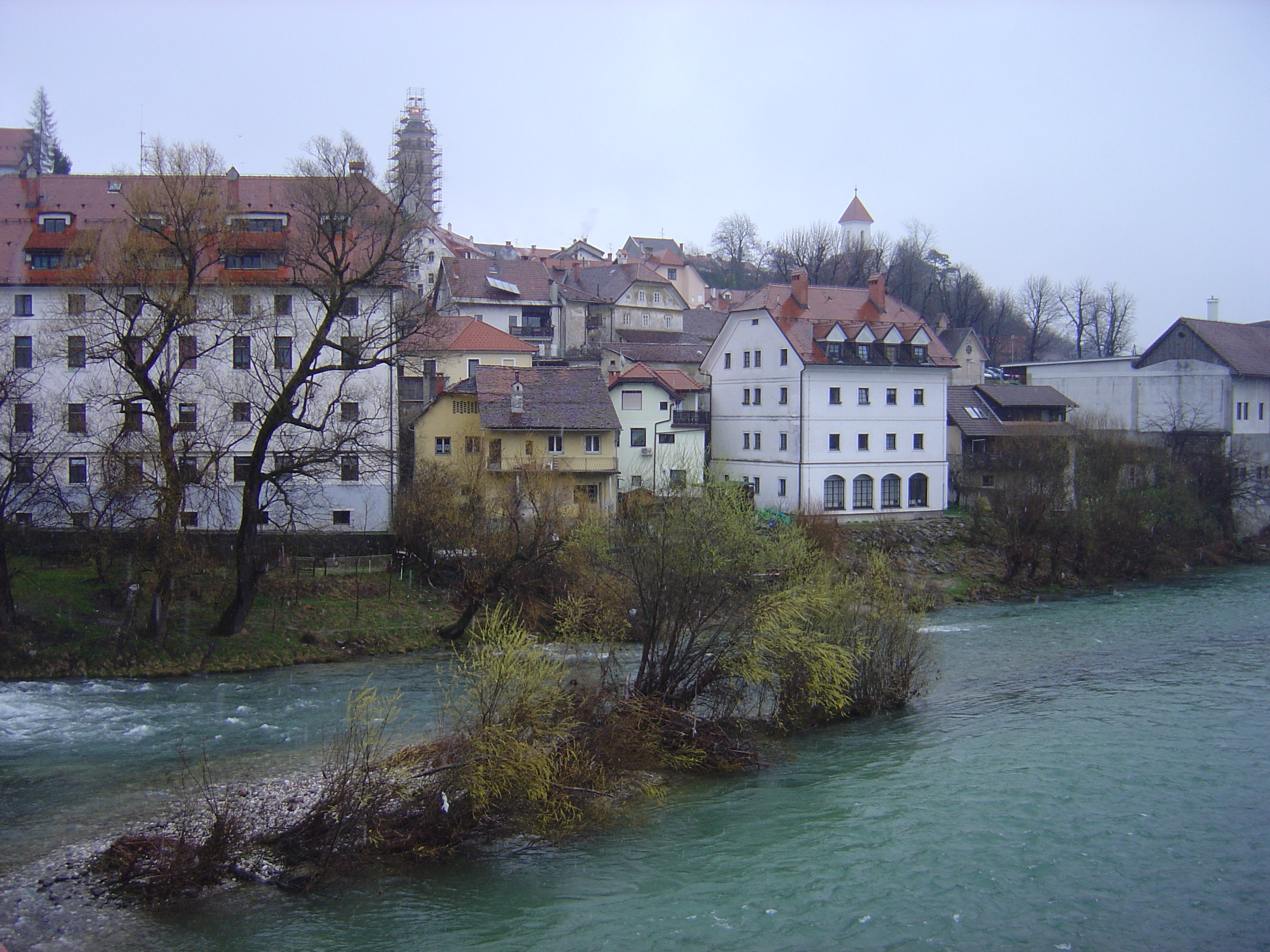
La rivière Save dans le centre de Kranj.

La première occupation du territoire de la ville actuelle date de l'âge de la pierre. Le promontoire de roche surplombant les rivières sur lequel a été construite la ville a été habité dès le Ier siècle av. J.-C., quand la région appartenait à l'ancien royaume des Illyriens,. Après la conquête romaine (Ier siècle av. J.-C.), la région sur les rives de la Save fait partie de la province de Pannonie (Illyricum inferius). Carnium, le nom latin donné à la ville de Kranj, était une base militaire fortifiée pour les campagnes en Germanie sur l'autre côté des Alpes.
Sous l'effet des Grandes invasions, lors de la période de transition entre la Rome antique et le Moyen Âge, les Lombards occupent la province jusqu'à l'invasion des Avars vers l'an 610. C'est aussi à cette période que la ville de Kranj se développa le plus, et ce développement s'est aussi accentué avec l'arrivée des Slaves aux VIe et VIIe siècles, Kranj devenant alors une localité importante. Le grand et vieux cimetière slave en Slovénie, situé à Kranj, en témoigne.  Kranj aurait été probablement un siège du puissant prince Vojnomir (Uuonomir sclavus), mentionné dans les Annales regni Francorum vers l'an 795.
Sous la domination de l'empire carolingien au IXe siècle, la région de Kranj, avec la principauté de Carantanie au nord, perd son indépendance. Elle fut d'abord gérée dans les limites de la marche de Frioul confiée à des marquis francs, en devenant la capitale de la marche de Carniole en 828 et le siège de son propre margrave. Faisant partie de la Francie orientale à partir de 843, la marche tombe sous la suzeraineté des ducs de Bavière, puis des ducs de Carinthie.
Depuis 1040 le margrave Poppo Ier de Weimar-Orlamünde et ses descendants ont pu acquérir une plus grande autonomie. Leur siège, évoqué sous le nom de Chreina en 1060, acquiert le statut de ville au XIIIe siècle grâce au développement de son commerce. Les patriarches d'Aquilée, les comtes d'Andechs et ducs de Méranie et les comtes des Goritz s'affrontèrent pendant de nombreux siècles pour s'imposer dans la région. En 1335, à la mort d'Henri de Goritz, enfin, elle est venue sous la domination des Habsbourg. La ville de Kranj faisait partie du duché de Carniole fondé en 1364, l'un des territoires héréditaires des Habsbourg, dont la capitale sera à Ljubljana.
Par ailleurs, pour contrer l'invasion des Turcs ottomans, des fortifications ont été érigées tout autour de la ville. Le développement du commerce et des usines sidérurgiques en Haute-Carniole et en Carinthie au XVIe siècle influencèrent la croissance économique de la ville. Kranj devint ainsi un centre économique, commercial, culturel, administratif, éducatif, et religieux au sein de la Haute-Carniole. Elle continua sa progression au XIXe siècle avec le développement de son réseau ferroviaire qui permit la croissance et l'industrialisation de la ville. Libérée le 9 mai 1945, Kranj rejoint la Yougoslavie jusqu'à l'indépendance de la Slovénie en 1991.

## Patrimoine

### Patrimoine naturel

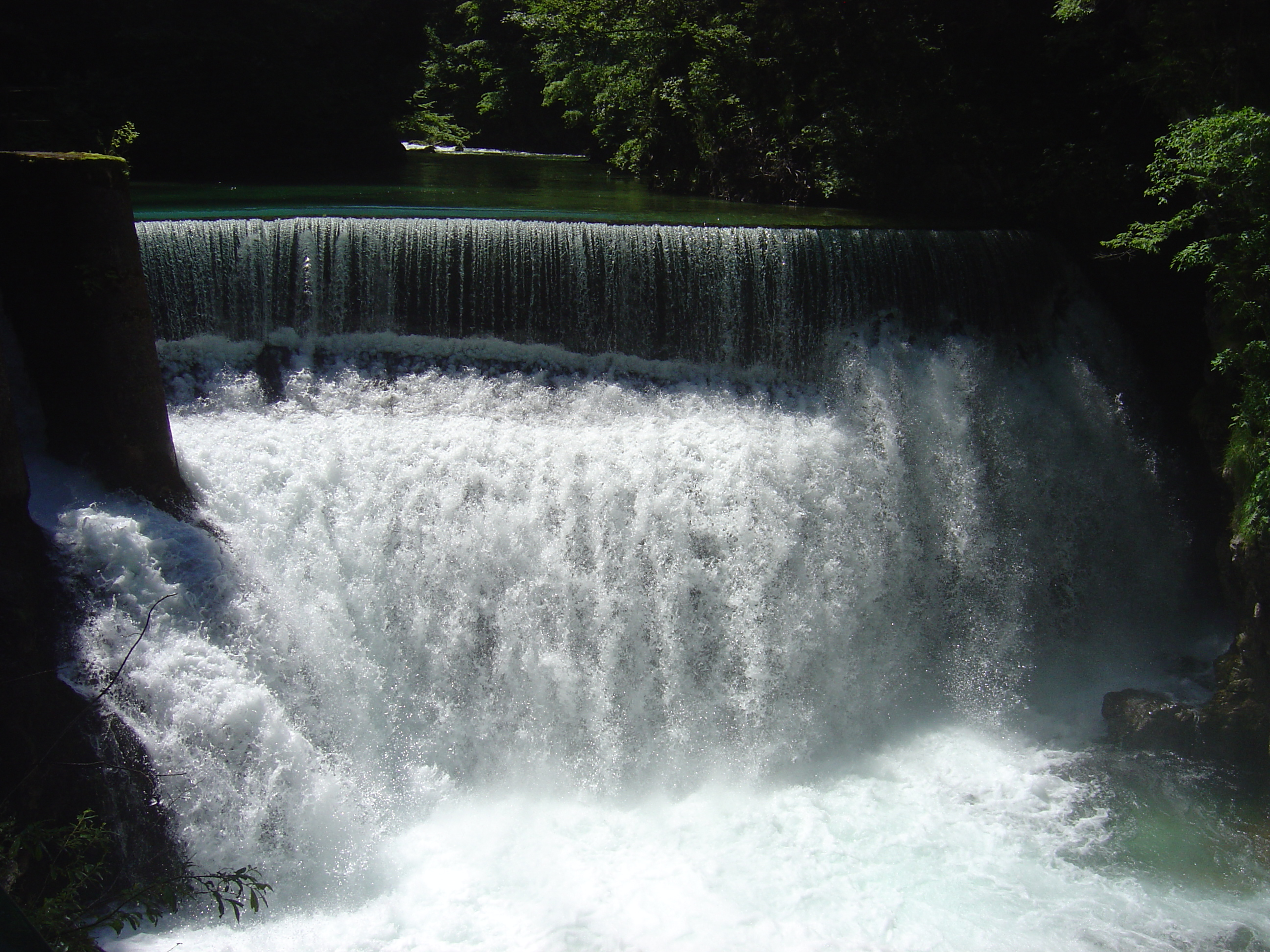
La chute de Šum.

Créé entre la ville de Kranj et un village de sa municipalité du nom de Mavčiče, le lac Trboje se forma après la retenue de la Save pour la centrale électrique de Mavčiče,. Ce lac, qui s'étend sur 1 km2 et profond de 17 m possède une faune et une flore importantes comme en témoignent ses eaux poissonneuses, riches en variétés de carpes ; ses 140 variétés d'oiseaux dont certaines très rares du genre palmipède et canards plongeurs ; ses harles bièvres dont le lac est la seule zone de nidification connue dans le pays ainsi que ses edelweiss qui ont pour particularité de pousser à la plus basse altitude en Slovénie.
Autres eaux poissonneuses, les étangs Bobovek appartiennent à une réserve naturelle protégée. Ils sont le lieu de passage ou le lieu de vie de nombreux oiseaux, insectes et espèces végétales comme les hypodermes des marais, les Passeris, des martins-pêcheurs, les butors étoilés, les libellules et les grenouilles entre autres. En outre, des fossiles de poissons et des carcasses de mammouths ont été découverts ici.
La rivière Kokra et ses rives sont également habitées par diverses espèces végétales mais aussi par des espèces animales pour qui les ressources vitales présentes sont favorables. Son canyon, caractérisé par ses terrasses typiques de conglomérat datant de la période glaciaire est protégé dans le cadre du vieux centre-ville de Kranj. Ce canyon de 30 mètres de profondeur est aussi connu pour son processus de stratification et pour les différents biotopes qui la composent.
À six à huit kilomètres de la ville, dans le village Zgornja Besnica, qui compose la municipalité de Kranj, se situe la chute de Šum (Slap Šum), haute d'environ 25 mètres.

## Relations internationales

### Jumelages
La municipalité de Kranj a signé des protocoles / accords de jumelage ou de coopération avec les villes :
- La Ciotat (France) depuis 1958
- Pula (Croatie) depuis 1960
- Banja Luka (Bosnie-Herzégovine) depuis 1965
- Zemun (Serbie) depuis 1965
- Herceg Novi (Monténégro) depuis 1965
- Bitola (Macédoine du Nord) depuis 1965
- Osijek (Croatie) depuis 1965
- Amberg (Allemagne) depuis 1966
- Oldham (Royaume-Uni) depuis 1970
- Rivoli (Italie) depuis 1970
- Kotor Varoš (Bosnie-Herzégovine) depuis 1977
- Senta (Serbie) depuis 1980
- Eisenkappel-Vellach (Autriche) depuis 1984
- Grožnjan (Croatie) depuis 2002
- Novi Sad (Serbie) depuis 2004
- Užice (Serbie) depuis 2006
- Kotchani (Macédoine du Nord) depuis 2008
- Villach (Autriche) depuis 2008
- Doberdò del Lago (Italie) depuis 2013
- Büyükçekmece (Turquie) depuis 2014

La municipalité de Kranj entretient également des relations amicales avec d'autres villes d'Europe :
- Slavonski Brod (Croatie) depuis 2015
- Niš (Serbie) depuis 2014
- Krnjak (Croatie) depuis 2011
- Stuttgart (Allemagne) depuis 1992
- Florence (Italie) depuis 1992
- Turin (Italie) depuis 1992
- Singen (Allemagne) depuis 1976
- Klagenfurt (Autriche) depuis 1976
- Trieste (Italie) depuis 1976

## Personnalités liées à la commune
- Marjan Ciglič (1924-1998), photographe
- Matej Mohorič (1994-), cycliste slovène.
- Marko Pogačnik (1944-), sculpteur slovène.
- Iztok Čop (1972-), champion olympique d'aviron.
- Luka Špik (1979-), champion olympique d'aviron.
- Aleš Remar (1983-), hockeyeur slovène.
- Katarina Ristić (1984-), basketteuse slovène.
- Žan Rogelj (1999-), footballeur slovène.
- Sofija in Alexei Stukovi (2002/2004-), banda čerešnja.